# Linda Matar
Pour les articles homonymes, voir Matar.
Linda Matar (en arabe : ليندا مطر), née le 25 décembre 1925 à Beyrouth et morte le 2 février 2023 dans la même ville, est une militante libanaise du mouvement libanais des droits des femmes. 
Elle rejoint la Ligue des droits de la femme libanaise en 1953 et en devient la présidente en 1978. Elle est également présidente du Conseil de la femme libanaise de 1996 à 2000.

## Biographie
Linda Matar est née en 1925 dans un quartier populaire de Beyrouth . Elle quitte l'école à l'âge de 12 ans pour travailler dans une usine de soie et continue à étudier en cours du soir jusqu'à obtenir son baccalauréat. À l'usine, elle est confrontée aux dures conditions de travail et aux inégalités subies par les ouvrières.
Elle se marie à l'âge de 17 ans et s'engage dans l'action sociale.
En 1953, elle rejoint la Ligue des droits de la femme libanaise dont elle devient la présidente en 1978. De 1996 à 2000, elle préside le Conseil de la femme libanaise. Elle participe à la création, au Liban, de nombreuses organisations non gouvernementales en faveur des droits des femmes.
Elle coordonne également le bureau régional de la Fédération démocratique internationale des femmes et est membre de l'Union démocratique mondiale des femmes,. Elle participe comme experte à la préparation de la Conférence mondiale sur les femmes de Pékin de 1995. 
En 1996 et en 2000, elle est candidate aux élections législatives mais n'est pas élue. Elle plaide pour un quota d'au moins 30 % de femmes au Parlement,. Le Conseil de la femme libanaise présente également sa candidature au Comité économique et social en 2000. 
Dans un entretien de 2016, elle estime que la situation des femmes libanaises s'est améliorées, qu'elles sont davantage impliquées dans tous les secteurs de la société mais que tous les droits ne sont pas encore acquis. Selon elle, des discriminations subsistent notamment dans le droit de la nationalité, le code pénal et le statut personnel.
Elle décède le 2 février 2023 à l'âge de 97 ans,.

## Décoration
- Officier de l'ordre national du Cèdre (1998).

## Distinctions
- 1995 : elle figure parmi les 100 femmes les plus influentes du monde du magazine Marie-Claire[4]
- 2010 : honorée pour l'ensemble de sa carrière par la Ligue libanaise des droits des femmes[10]
- 2015 : honorée par la Ligue des droits des femmes libanaises de la Bekaa[6]